# Hermann Hans Wetzler
Hermann Hans Wetzler   (Frankfurt del Main, 8 de setembre de 1870 - Nova York, 29 de maig de 1943) fou un compositor alemany-americà.

## Biografia
El pare de Wetzler provenia de Bohèmia, la seva mare era alemanya. Va créixer a Chicago en circumstàncies riques i només va estudiar al conservatori de Cincinnati, des del 1885 al Conservatori Hoch de Frankfurt i piano amb violí amb Clara Schumann, Hugo Heermann, Bernhard Scholz, Iwan Knorr i Engelbert Humperdinck. El 1892 va tornar als EUA i va treballar a Nova York com a violista, director de cor, professor de piano i organista a la "Trinitat Church". El 1903 va fundar els Wetzler Symphony Concerts amb donacions, en què Richard Strauss va debutar als Estats Units com a director de direcció el 1904 i va estrenar la seva Sinfonia domestica. El 1905 Wetzler va tornar a Alemanya per treballar com a mestre de bandes a Hamburgo, Elberfeld, Riga, Halle, Lübeck i Colònia.
Després que aquest nou contracte no es renovés el 1923, va viure a Colònia com a compositor i director d'autor. Des de 1917 va escriure obres més grans per a orquestra i finalment també l'òpera The Basque Venus basada d'un llibre de text de la seva dona Lini Wetzler nascuda Dienstbach (1876-1933).
El 1929 es va traslladar a la comarca de Brissago, el 1932 a Basilea, on va fer classes el 1933, i després a Ascona. El 1935 se li va prohibir actuar a Alemanya pel seu origen jueu. Després de l'esclat de la guerra, va abandonar Suïssa i es va establir a Nova York el 1940, on va morir el 29 de maig de 1943.
La seva propietat es troba a la Biblioteca Central de Zuric des del 2006 i, a més d'autògrafs i escrits musicals, conté al voltant de 10.000 cartes, 6.000 ressenyes i fotografies.

## Obres
- Música de teatre per a As You Like It de Shakespeare (1917), op.7
- Weissenrode, Simfònica fantasia per a orquestra (1922), op.10
- Visions per a orquestra (1923), op.12
- Assís, Legend for Orchestra (1924), op.13
- The Basque Venus, òpera després de Prosper Mérimée (1928), op. 14
- Symphonie concertante per a violí i orquestra (1932), op.15